# Cowden (Stati Uniti d'America)
Cowden è un villaggio degli Stati Uniti d'America, situato nello Stato dell'Illinois, nella contea di Shelby.